# القوات الجوية الليتوانية
القوات الجوية الليتوانية (بالليتوانية: Lietuvos karinės oro pajėgos) هي فرع القوات الجوية من القوات المسلحة الليتوانية.

## مخزون الطائرات

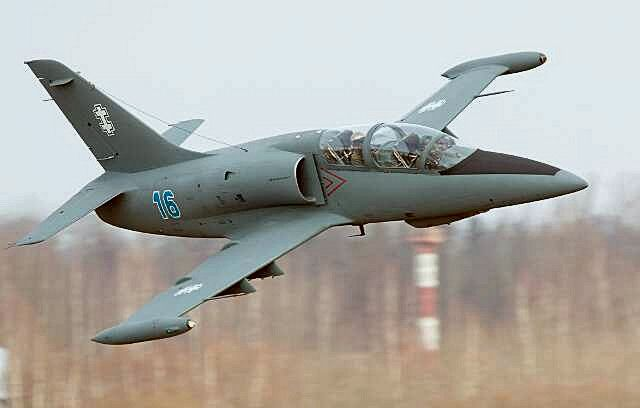
A Lithuanian Air Force L-39 fly by

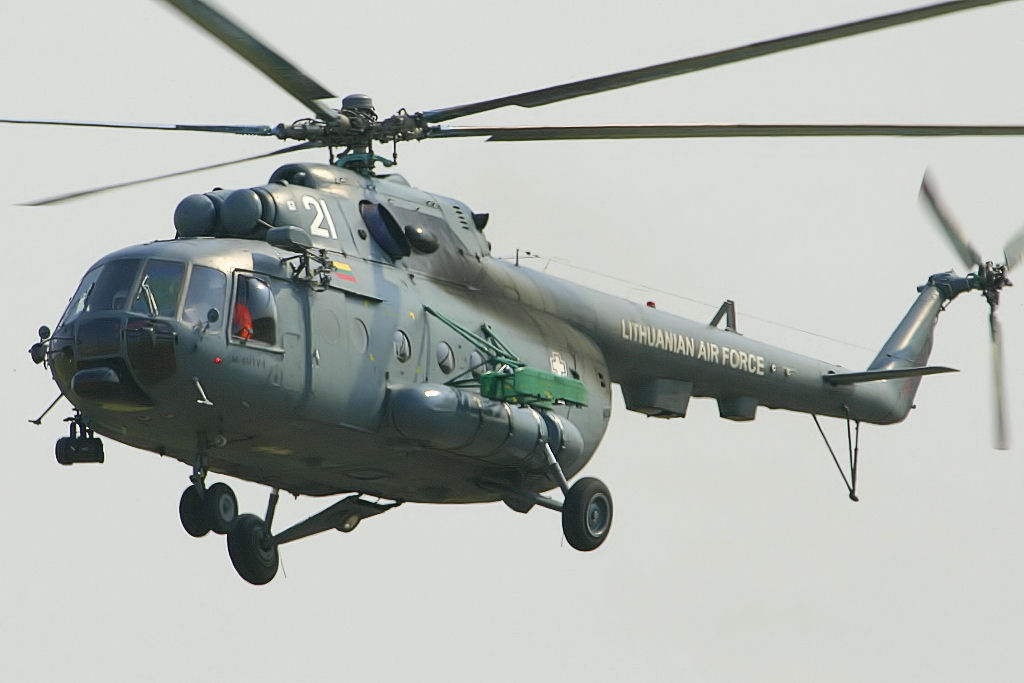
A Lithuanian Mi-8 at the 2005 RIAT

### الأسطول الحالي
| الطائرة                    | المصنع       | الفئة         | الطراز                     | في الخدمة    | ملاحظات                        |              |
| طائرة مقاتلة               | طائرة مقاتلة | طائرة مقاتلة  | طائرة مقاتلة               | طائرة مقاتلة | طائرة مقاتلة                   | طائرة مقاتلة |
| -------------------------- | ------------ | ------------- | -------------------------- | ------------ | ------------------------------ | ------------ |
| آيرو إل-39 ألباتروس        | التشيك       | light attack  | آيرو إل-39 ألباتروس        | 3 / 1        | three are on lease from Latvia |              |
| طائرة نقل عسكرية           |              |               |                            |              |                                |              |
| سي-27 جيه سبارتان          | إيطاليا      | نقل           |                            | 3            |                                |              |
| ليت إل-410 تربوليت         | التشيك       | transport     |                            | 1            |                                |              |
| مروحيات                    |              |               |                            |              |                                |              |
| ميل مي-8                   | روسيا        | transport     |                            | 3            |                                |              |
| يوروكوبتر إيه إس 365 دوفين | فرنسا        | SAR / utility | يوروكوبتر إيه إس 365 دوفين | 3            |                                |              |